# Sanliu
Sanliu (kinesiska: 三流) är en socken i östra Kina. Den ligger i Huoqiu härad i staden Lu'an i provinsen Anhui, omkring 97 kilometer väster om provinshuvudstaden Hefei. Antalet invånare är 29020. Befolkningen består av 13 941 kvinnor och 15 079 män. Barn under 15 år utgör 18,0 %, vuxna 15-64 år 70 %, och äldre över 65 år 10,0 %.